# Argia lacrimans
Argia lacrimans là một loài chuồn chuồn kim trong họ Coenagrionidae.
Argia lacrimans is in 1861 voor het eerst wetenschappelijk beschreven door Hagen.